# Århundradets fest
Århundradets fest är ett album av den svenska duon Lundberg & Dellamorte, utgivet 2001 på Birdnest Records.

## Låtlista
1. Som en dildo
2. Låter världen snurra
3. Århundradets fest
4. Bra TV
5. Teater Tellus
6. Förhäxad
7. Höstmelodi i fyrtakt
8. Diggi Loo
9. Den sanna historien om Barbie & Ken
10. Angående slagsmålet utanför Ryska Posten
11. Hej du

## Medverkande

### Lundberg & Dellamorte
- Dick Lundberg - Akustisk gitarr, mungiga, sång
- Daniel Dellamorte - Bas, akustisk gitarr, sång

### Övriga
- Johan Johansson - trummor, elgitarr, akustisk gitarr, slagverk, kazoo
- Rickard Donatello - Bas (1, 3, 5)
- Thorstein Bergman - Sologitarr (10)
- Sara Edin - Fiol (2, 6)
- Björn Rothstein - Trummor (3, 5)
- Ulrika Freccero - Kör (1)
- Lotta Nilsson - Kör (1)
- Pelle Andersson - Piano (1, 8), orgel (9)
- Pelle Halvarsson - Cello (7)
- Jesper Ohlsson - Piano (11)
- Christian Edgren - slagverk
- Per Granberg - slagverk